# بوم سیمین
بوم سیمین یک مستند کوتاه به کارگردانی کامران شیردل، ساخته‌شده در سال ۱۳۴۴ خورشیدی است. این مستند نخستین ساخته کامران شیر دل است که دربارهٔ هنر نقره‌کاری در ایران می‌باشد و در امور سینمایی کشور تهیه شده است. 